# راسيل جونسون
راسيل جونسون (10 نوفمبر 1924– 16 يناير 2014 م) ممثل أمريكي . لعب دور (البروفيسور روي هينكلي) في فيلم جزيرة جيليجان [الإنجليزية] ودور (المارشال جيب سكوت) في فيلم (السرج الأسود [الإنجليزية]). توفي في بينبريج آيلاند، واشنطن بسبب قصور كلوي .

## حياته
ولد جونسون في أشلي، بنسلفانيا ، في 10 نوفمبر 1924، والده هو راسل كينيدي جونسون (1901-1932) ووالدته هي وماريون وينونا سمينك جونسون (1902-1976).
جونسون هو الأكبر بين سبعة أشقاء، توفي والده راسل بسبب الالتهاب الرئوي الفصي والإنفلونزا في 13 ديسمبر 1932، وتوفي شقيقه بول أيضًا بسبب الالتهاب الرئوي الفصي في 5 يناير من العام التالي. تزوجت والدته بعد 10 سنوات من توماس إس لويس.
عندما كان مراهقًا، التحق جونسون بكلية جيرارد، وهي مدرسة داخلية خاصة للأولاد اليتامى في فيلادلفيا.

## جوائز
حصل على جوائز منها:
- وسام القلب الأرجواني
- وسام الجو.

## روابط خارجية
- راسيل جونسون على موقع IMDb (الإنجليزية)
- راسيل جونسون على موقع ألو سيني (الفرنسية)
- راسيل جونسون على موقع تيرنر كلاسيك موفيز (الإنجليزية)
- راسيل جونسون على موقع أول موفي (الإنجليزية)
- راسيل جونسون على موقع قاعدة بيانات الأفلام السويدية (السويدية)
- راسيل جونسون على موقع إن إن دي بي (الإنجليزية)
- راسيل جونسون على موقع قاعدة بيانات الفيلم (الإنجليزية)
- راسيل جونسون على موقع كينوبويسك (الروسية)